# Cenacolo de Domenico Ghirlandaio (Ognissanti)
Pour les articles homonymes, voir Cenacolo de Domenico Ghirlandaio.

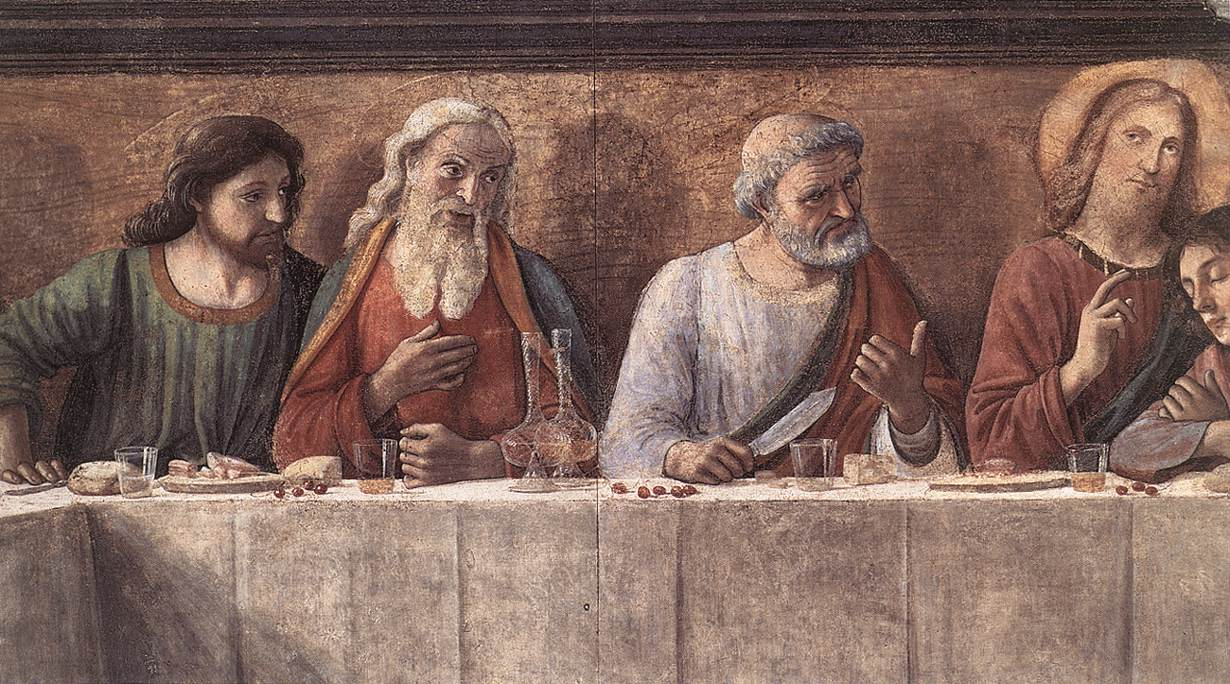
Détail des apôtres à la droite du Christ.

Le  Cenacolo de Domenico ghirlandaio à Ognissanti est une peinture à fresque de 440 × 880 cm de Domenico Ghirlandaio. Datée de  1480 environ elle est visible au réfectoire du couvent franciscain Ognissanti à Florence transformé en  musée et exposant d'autres œuvres peintes.

## Histoire
Le travail a été commandé à Domenico Ghirlandaio, peintre connu sur le point d'aller à Rome pour peindre la chapelle Sixtine avec d'autres peintres florentins. La même année 1480, l'artiste travaille toujours à la fresque de Saint Jérôme dans son étude dans l'église adjacente pour la famille Vespucci.

## Thème
Le thème de l'œuvre est un de ceux de l'iconographie chrétienne : La Cène (terme issu du latin cena : repas du soir) est le nom donné par les chrétiens au dernier repas que Jésus-Christ prit avec les douze apôtres le soir du Jeudi saint, avant la Pâque juive, peu de temps avant son arrestation, la veille de sa Crucifixion (appelée encore Passion par les chrétiens), et trois jours avant sa résurrection.

## Description
La grande composition s'articule autour d'une grande table en U où sont disposés sur un seul côté et les bords Jésus et ses apôtres sauf (conformément à la tradition), Judas Iscariote, qui se trouve en face de Jésus, assis sur un tabouret.
L'appui de la fresque sur les tympans  séparés par  un chapiteau central donne le prétexte au peintre à définir deux ouvertures simulées en loggia permettant une vue vers le ciel, le sommet d'arbres et le vol d'oiseaux multiples.

## Analyse iconographique

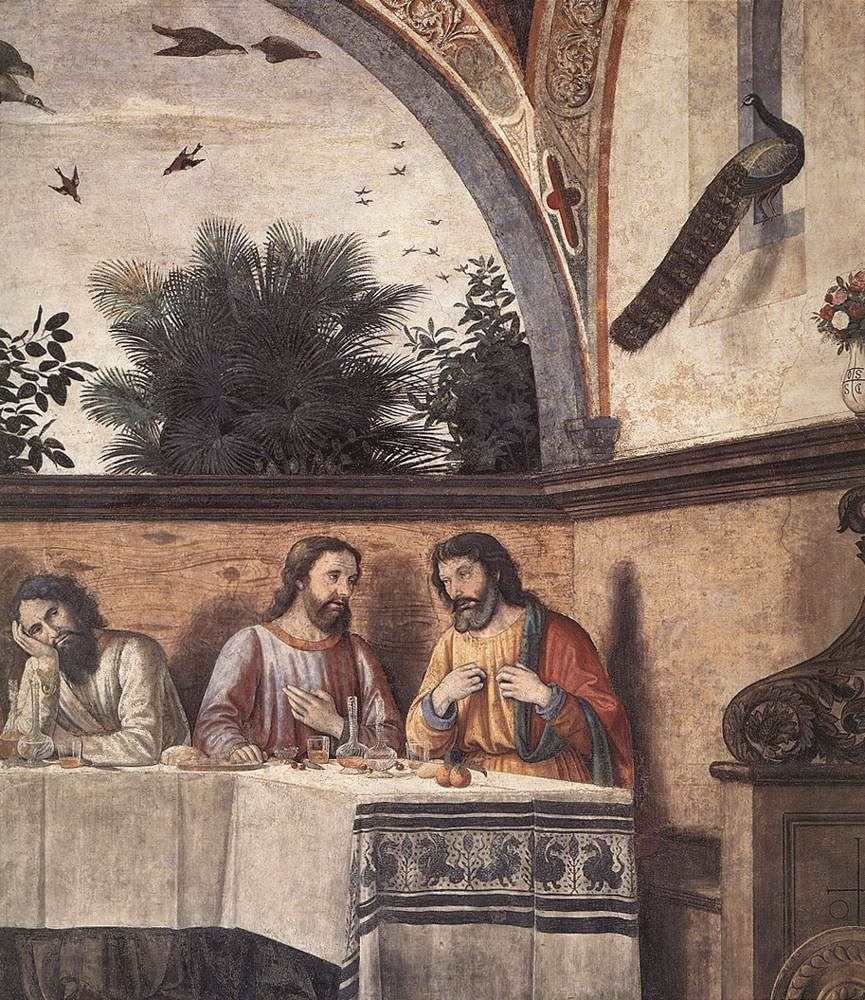
Détail du bord droit de la table avec le paon.

La présence des nombreux oiseaux et plantes convoque  leur symbolique propre à travers une approche voulue agréable : 
les oiseaux
- le canard : joie céleste
- l'épervier : attaques perfides
- la caille : capacité du sacrifice
- étourneau : victoire sur les épreuves terrestres
- alouette : (nidification dans les blés) eucharistie
- chardonneret : Passion
- paon : immortalité
- faisan : résurrection

les plantes
- abricot : péché
- orange : Paradis
- laitue : pénitence
- cerise : sang du Christ
- cyprès : mort
- palme : martyre